# Jacob's Ladder (film, 2019)
Pour les articles homonymes, voir Jacob's Ladder et Échelle de Jacob.
Pour plus de détails, voir Fiche technique et Distribution.
Jacob's Ladder est un film américain réalisé par David M. Rosenthal, sorti en 2019.
Il s'agit d'un remake de L'Échelle de Jacob d'Adrian Lyne sorti en 1990. L'intrigue est cependant transposée à la guerre d'Afghanistan, au lieu de la guerre du Viêt Nam.

## Synopsis
Après avoir perdu son frère au combat en Afghanistan, Jacob Singer retourne chez lui. Il est rapidement en proie à de nombreux troubles, des hallucinations et des flashbacks. Jacob voit peu à peu les gens autour de lui se transformer en images troublantes.

## Fiche technique
Sauf indication contraire, les informations mentionnées dans cette section peuvent être confirmées par la base de données cinématographiques IMDb,  présente dans la section « Liens externes ».
- Titre original : Jacob's Ladder
- Réalisation : David M. Rosenthal
- Scénario : Jeff Buhler et Sarah Thorpe, d'après une histoire de Jake Wade Wall et Jeff Buhler, d'après le scénario original de L'Échelle de Jacob de Bruce Joel Rubin
- Photographie : Pedro Luque
- Montage : Richard Mettler
- Musique : Atli Örvarsson
- Direction artistique : Christopher Tandon
- Décors : David Brisbin
- Costumes : Annie Bloom et David Tabbert
- Producteurs : Michael J. Gaeta, Mickey Liddell, Jennifer Monroe, Will Packer, Alison R. Rosenzweig et Pete Shilaimon

Producteurs délégués : Scott Holroyd, James Lopez et Alice Neuhauser
- Sociétés de production : LD Entertainment, Gaeta / Rosenzweig Films et Will Packer Productions
- Société de distribution : Vertical Entertainment (États-Unis)
- Budget : n/a
- Pays d'origine :  États-Unis
- Langue originale : anglais américain
- Format : couleur
- Genre : thriller
- Durée : 89 minutes
- Dates de sortie[2] :
  -  États-Unis : 25 juillet 2019 (diffusion sur DISH)
  -  États-Unis : 23 août 2019

## Distribution
- Michael Ealy : Jacob Singer
- Jesse Williams : Isaac "Ike" Singer
- Nicole Beharie : Samantha Singer
- Karla Souza : Annie / Angel
- Joseph Sikora : Paul Rutiger
- Guy Burnet : Hoffman

## Production

### Genèse et développement
En 2013, Jeff Buhler (scénariste de The Midnight Meat Train) est annoncé pour écrire une nouvelle version de L'Échelle de Jacob pour LD Entertainment, après une première ébauche de Jake Wade Wall. Selon un article de The Hollywood Reporter, l'idée des producteurs est de faire un hommage au film original tout en retravaillant l'histoire de manière contemporaine.
En novembre 2013, James Foley est annoncé comme réalisateur. Finalement, en mars 2016, la réalisation est confiée à David M. Rosenthal,. Le scénario est ensuite réécrit par Sarah Thorp, en raison  de l'indisponibilité de Jeff Buhler.

### Distribution des rôles
En mars 2016, Michael Ealy est annoncé dans le rôle-principal et comme producteur délégué du film,. En avril 2016, il est rejoint par Jesse Williams et Nicole Beharie, puis par Guy Burnet et Karla Souza en juin,.

### À noter
- Le tournage débute le 2 mai 2016[13].